# Tratado de Alcaraz (1243)
El tratado de Alcaraz fue un acuerdo firmado en Alcaraz hacia el 2 de abril de 1243 entre el infante Alfonso de Castilla —futuro Alfonso X— en calidad de representante del rey Fernando III el Santo por parte de la corona de Castilla y varios representantes de linajes señoriales musulmanes del emirato murciano.

## El tratado
Ya hacia los comienzos de 1243 el emir de Murcia, Muhammad ibn Muhammad ibn Hud Baha al-Dawla, apremiado por la amenaza doble de la orden de Santiago y del Reino nazarí de Granada sobre su reino, había propuesto un vasallaje a Castilla, enviando como emisario a Burgos a su hijo.
El tratado, que se produjo en el contexto de descomposición interna en el que se encontraba el emirato hudí de Murcia tras la muerte en 1238 de Ibn Hud al-Mutawakkil, fue firmado en abril de 1243 en el Real Monasterio de Cortes de la ciudad castellana de Alcaraz y establecía los términos de un protectorado de Castilla en el emirato murciano: Se procedía a establecer una relación de vasallaje de los gobernantes murcianos con respecto al monarca castellano, se daría pie a la ocupación de las fortalezas del territorio por parte de las tropas castellanas, recaudando Castilla una parte de los tributos, mientras que, en contrapartida, se respetaría el culto y las propiedades de los musulmanes, permitiéndoles mantener sus gobernadores.

## Sucesos posteriores
Las ciudades de Lorca, Mula y Cartagena no aceptaron el tratado. Las dos primeras fueron conquistadas en 1244; mientras que Cartagena fue reconquistada por Alfonso en la primavera de 1245 con la asistencia desde el mar de una flota del Cantábrico.
La revuelta mudéjar en el reino de Murcia, ocurrida entre 1264 y 1266, anuló cualquier obligación del ya monarca, Alfonso X el Sabio, de respetar los compromisos contraídos en el tratado.